# Theodor Bruun
Theodor Bruun, född 18 maj 1821 i Fredrikshamn, död 3 september 1888 på sin egendom Summa i Veckelax, var en finländsk friherre och ämbetsman. 
Bruun studerade vid Sankt Petersburgs universitet, där han blev juris kandidat, blev 1844 tjänsteman i andra avdelningen av tsarens eget kansli, där han avancerade till generaldirektorsadjoint 1872 samt fick 1873 titeln statssekreterare och 1885 verkligt geheimeråd. 
Bruun blev, med bibehållande av annan tjänsteverksamhet, president i Sankt Petersburgs evangelisk-lutherska konsistorium 1862 och i evangelisk-lutherska generalkonsistoriet för hela Ryssland 1880. Han inträdde 1881 i finländsk statstjänst som ministerstatssekreteraradjoint, efterträdde samma år Emil Stjernvall-Walleen som ministerstatssekreterare och blev därjämte tillförordnad kansler för Helsingfors universitet. Han hade upphöjts i finländskt adligt stånd 1863 och i friherrligt 1883. 
I rysk tjänst åtnjöt Bruun högt anseende, i synnerhet genom sin verksamhet i lagstiftningsangelägenheter, och flera viktiga författningar utarbetades under hans ledning. För Finlands statsliv var han jämförelsevis främmande, men torde dock som föredragande hos monarken bidragit till att svårigheter undveks eller åtminstone uppsköts.